# Rhaptopetalum pachyphyllum
Rhaptopetalum pachyphyllum là một loài thực vật có hoa trong họ Lecythidaceae. Loài này được Engl. miêu tả khoa học đầu tiên năm 1921.